# Adolf Hueck

Adolf Hueck

Adolf Hueck (* 25. Juli 1882 in Hettensen; † 10. August 1955 in Gelsenkirchen-Buer) war ein deutscher Manager im Ruhrbergbau und DVP-Politiker.

## Leben
Seine Eltern waren Eduard Hueck (1840–1920) und dessen Ehefrau Hedwig Luise Schimmel (1844–1932), eine Tochter des Generals Friedrich Schimmel. Sein Vater war bis 1910 Besitzer des Rittergutes Hettensen.
Hueck begann nach dem Abitur eine praktische bergmännische Ausbildung in Form eines einjährigen Praktikums auf den Schachtanlagen Hamburg und Franziskaner im Wittener Revier. Anschließend studierte er naturwissenschaftliche Grundlagenfächer des Bergfachs an der Eberhard Karls Universität Tübingen. Mit Fritz Lindenmaier wurde er im Corps Rhenania Tübingen aktiv. Die Reception war am 23. November 1901. Als Inaktiver wechselte er an die TH Berlin und die RWTH Aachen. Hueck wurde 1904 Bergreferendar und 1909 Bergassessor. In dieser Zeit unternahm er eine ausgedehnte Studienreise zu den Bergbaugebieten im Vereinigten Königreich Großbritannien und Irland und in den Vereinigten Staaten. Nach der Rückkehr trat er für kurze Zeit in den Staatsdienst, ehe Hueck eine Anstellung beim Verein für die bergbaulichen Interessen annahm. Im Jahr 1912 wurde er Betriebsdirektor von Schachtanlagen der Gelsenkirchener Bergwerks AG (GBAG). Hueck war im Ersten Weltkrieg Soldat und wurde nach einer schweren Verwundung 1916 aus dem Militär entlassen.
Danach leitete er zwei Zechen in Witten, ehe er 1918 die Leitung der Zeche Rheinelbe und der Zeche Alma in Gelsenkirchen übernahm. Dort war er auch für den Bau einer Kokerei verantwortlich. Seit 1920 gehörte er dem Vorstand der GBAG an. Nach der Gründung der Vereinigten Stahlwerke AG (VESTAG) 1926 saß er auch in dessen Vorstand. Seit 1927 war er technischer Leiter der Zeche Bonifacius. Er kümmerte Hueck vor allem um die technische und organisatorische Modernisierung des Ruhrbergbaus. Er war maßgeblich am Beginn des Bergbaus unter dem Rhein beteiligt. Als Mitglied von Organisationen des Bergbaus wie dem Verein für die bergbaulichen Interessen war Hueck 1930 auch am Ausbau von Gasschutzwehren in der Montanindustrie beteiligt.
Nach 1918 trat Hueck in die Deutsche Volkspartei. Für sie saß er von 1928 bis 1930 im  Reichstag (Weimarer Republik). Er war auch dort vor allem Sachwalter der Bergbau- und Arbeitgeberinteressen. In der Debatte zur Arbeitslosenversicherung 1930 drängte er offen auf den Bruch seiner Partei mit den Sozialdemokraten. Ihm und anderen Mitgliedern des schwerindustriellen Flügels gelang es die Mehrheit der Fraktion zu überzeugen. Damit hat Hueck zum Ende der großen Koalition (Kabinett Müller II) maßgeblich beigetragen.
Zwischen 1933 und 1945 war Hueck Leiter der Bergbaugruppe Hamborn der VESTAG. Von 1938 bis 1944 war er auch Vorsitzender des Deutschen Ausschusses für das Grubenrettungswesen. Außerdem war er von 1935 bis 1942 Vorsitzender der Sektion II der Bergbauberufsgenossenschaft. Zeitweilig war Hueck auch Vorsitzender der Tarifkommission der Deutschen Kohlebergbauleitung sowie von 1927 bis 1937 Richter am Reichsarbeitsgericht in Leipzig.
Im Jahr 1945 leitete er vorübergehend die Hauptverwaltung der VESTAG und wurde anschließend stellvertretender Direktor. Hueck war am Wiederaufbau des Ruhrbergbaus in der Nachkriegszeit beteiligt. Nach der Zerschlagung der VESTAG wurde er 1953 Vorsitzender der Hamborner Bergbau AG und Aufsichtsratsmitglied der Friedrich Thyssen AG. Politisch schloss sich Hueck nach dem Krieg der CDU Nordrhein-Westfalen an.
Er heiratete im Jahr 1911 in Dortmund Margarete Hedwig Klara Haack (1890–1949), eine Tochter des Kaufmanns Richard Haack und seiner Frau Hedwig Schulte. Das Paar hatte drei Söhne.
Die Bergakademie Clausthal verlieh ihm die Ehrendoktorwürde als Dr.-Ing. E. h.